# Che gusto c'è
Che gusto c'è è un singolo del rapper italiano Fabri Fibra, pubblicato il 23 maggio 2025 come primo estratto dell'undicesimo album in studio Mentre Los Angeles brucia.

## Descrizione
Il brano ha visto la partecipazione del rapper Tredici Pietro al ritornello ed è stato scritto dallo stesso Fabri Fibra con Davide Petrella, in arte Tropico, è prodotto da Alessandro Pulga, in arte Marz, e Stefano Tognini, in arte Zef.

## Video musicale
Il video musicale, diretto da Cosimo Alemà, è stato pubblicato il 30 maggio 2025 attraverso il canale YouTube di Fabri Fibra e ha avuto la partecipazione di Alessandro Borghese, Alessandro Cattelan, Rose Villain, Gianluca Gazzoli, Wad, Geolier, Sfera Ebbasta, Danila Cattani e Danny Metal.

## Tracce
Testi di Fabrizio Tarducci e Davide Petrella, musiche di Stefano Tognini.
1. Che gusto c'è (feat. Tredici Pietro) – 3:03

## Classifiche
| Classifica (2025) | Posizione massima |
| ----------------- | ----------------- |
| Italia            | 6                 |